# 浙江金华第一中学
浙江金华第一中学，或简称金华一中，也简称金中或金一中，是位于中华人民共和国浙江省金华市的一所公办普通高级中学。其校史最早可追溯至南宋时期成立的丽泽书院，1902年改为新制中学金华中学堂，其后学校曾多次易名。现今金华一中为首批浙江省一级重点中学，首批浙江省一级普通高中特色示范学校。

## 历史沿革

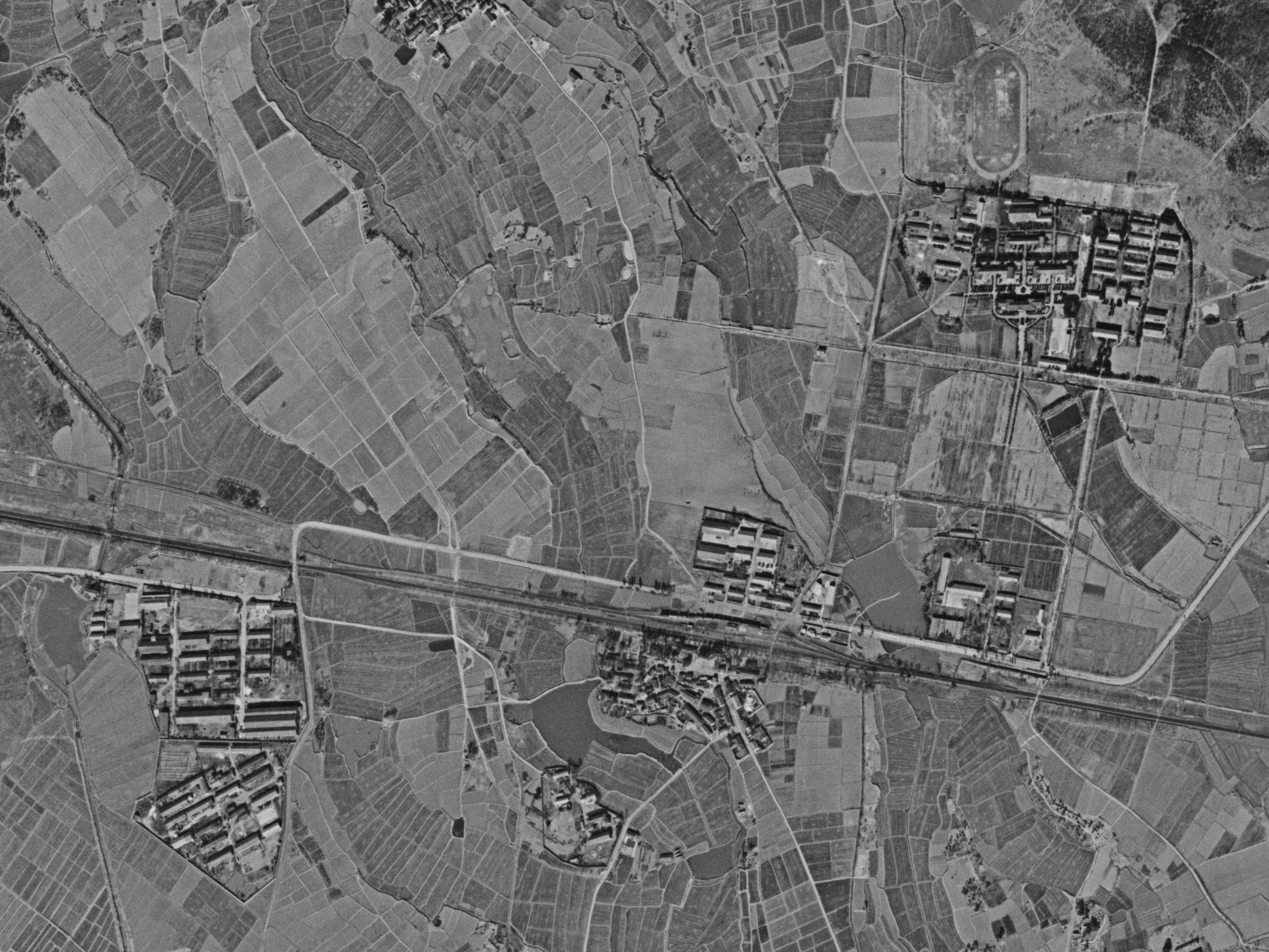
金华一中蒋堂校区卫星图（1972年）

学校自称历史最早可追溯到南宋吕祖谦开设的“南宋四大书院”之一丽泽书院、明崇正书院、清丽正书院。从南宋丽泽书院开始计算，则创办于大约1165年。
1902年秋，根据《钦定学堂章程》，金华知府继良将“丽正书院”改组为金华中学堂，校址在金华酒坊巷东岳宫和八婺公所之间，次年更名为“金华府立中学堂”，1910年改为浙江省立。
1912年，教育部颁行壬子学制，学校更名为“浙江省立第七中学”。1922年更名为“浙江省立金华中学”。中华人民共和国成立后，学校于1952年更名为“浙江省金华第一中学”，并于1958年搬迁至婺城区蒋堂镇。1995年，学校搬迁至江南开发区八一南街校园。蒋堂镇的旧校址后来成为金华市宾虹高级中学（浙江金华第一中学教育集团宾虹中学）的校园。2004年，学校搬迁至金东区光南路，八一南街的旧校园则成为金华市第五中学的新校园（现称“作新校区”）。

## 知名校友
学校知名校友有⻩宾虹、邵飘萍、陈望道、艾青、吴晗、何炳松等。

## 学校文化
- 校名：学校章程规定，学校简称为“金华一中”。[1]但是，在教工、学生、校友中，常用学校传统的简称“金中”（来自于学校原名“浙江省立金华中学”，时称“北有扬中，南有金中”[7]）。校徽亦是由汉字“金”和“中”的元素组成。与校内不同，在校外通常使用“金一中”的简称。
- 校标：学校标志为外圆内三角形。内侧倒三角形内写有“浙江金中”字样。外侧圆环内写有中文校名（繁体、隶书）、英文校名（Jinhua No. 1 High School, Zhejiang）和建校时间（1902）。[1]
- 校徽：学校校徽是启功题写“浙江金华第一中学”字样的红底白字、白底红字长方形校徽。[1]
- 校旗：学校校旗是红、紫、白色长方形旗帜。旗帜中央印有学校标志与横式中英文校名组合。在校门的三个旗杆上悬挂有两面校旗。[1]
- 校歌：学校校歌是《金中校歌》。在《金中校歌》之外，有非正式校歌《金中之歌》。在学校大型活动中通常会一起使用《金中校歌》和《金中之歌》。[1]
- 校训：学校校训是“勤奋、严谨、朴实、进取”。浙江金華第一中學校訓

浙江金華第一中學校訓

- 金华一中星：2022年4月11日，国际小行星中心和国际小行星命名委员会批准，529828号小行星被命名为“金华一中”星。[8][9]